# Liste de journaux au Luxembourg
Cet article présente une liste de journaux luxembourgeois avec les langues correspondantes :

## Presse écrite luxembourgeoise

### Presse écrite quotidienne

#### Payante
- (de) Tageblatt
- (fr) Le Quotidien
- (de) Lëtzebuerger Journal
- (de) Luxemburger Wort
- (de) Zeitung vum Lëtzebuerger Vollek (presse politique)

#### Presse gratuite
- (fr) L'essentiel
- (fr + en + es + tr + ar + fa + ku + ur) SIMOURQ news

### Presse écrite hebdomadaire

#### Payante
- (de) d'Revue
- (de) d'Lëtzebuerger Land
- (de) De Letzeburger Bauer
- (pt) Contacto
- (de + fr) Woxx

#### Presse gratuite
- (de) Lux-Post
- (uk) www.luxembourgofficial.com

### Presse écrite mensuelle
- (fr) Mental : média de sport
- (fr) Paperjam
- (fr) Agefi
- (fr) Femmes Magazine
- (de) Muselzeidung
- (de) Pizzicato
- (en) Delano
- (en) www.duke.lu
- (fr) www.andyaluxembourg.com

## Presse écrite luxembourgeoise disparue
- (pt) Correio (quotidien)
- (de) Den neie Feierkrop (satirique)
- (fr) La Voix du Luxembourg (quotidien)
- (fr) Le Jeudi (hebdomadaire)
- (pt + de + fr) Point 24 (quotidien gratuit)